# Cárdaba
Cárdaba es un despoblado español del municipio de Valtiendas, perteneciente a la provincia de Segovia, en la comunidad autónoma de Castilla y León.

## Historia
El lugar perteneció a la jurisdicción del monasterio de San Román. Hacia mediados del siglo XIX, era referido como una granja ya por entonces perteneciente al municipio de Valtiendas. Aparece descrito en el quinto volumen del Diccionario geográfico-estadístico-histórico de España y sus posesiones de Ultramar de Pascual Madoz con las siguientes palabras:

CARDABA: granja en la prov. da Segovia, part. jud. de Cuellar, térm. jurisdiccional de Valtiendas: sit. al principio de una cuesta bastante elevada que la domina por el N. é inmediata á otras dos granjas llamadas de San Juan y Sta. Aña, y al cot. titulado Molinillo: tanto las granjas cuanto el cot. pertenecieron al monast. de San Bernardo de Sacramenia; hoy son de propiedad particular comprada á la nacion. tiene 6 casas, y confina con los term. de Pacharoman, Sacramenia y Cuebas, bastante inmediato á ellas pasa un arroyo que da impulso con sus aguas á las ruedas de un molino harinero y se encuentra sobre el r. un batan para paños pardos y sayales: pobl. y riqueza con Valtiendas (V.).
(Madoz, 1846, p. 551)